# لوري إيفانز
لوري إيفانز (12 أكتوبر 1987 في المملكة المتحدة - ) (بالإنجليزية: Laurie Evans)‏ هو لاعب كريكت بريطاني. لعب مع نادي مقاطعة سري للكريكت ‏ ونادي وارويكشاير للكريكيت ‏ ونادي مقاطعة نورثامبتونشير للكريكت ‏ ونادي مقاطعة ساسكس للكركيت ‏ وDurham University Centre of Cricketing Excellence ‏ ونادي مارليبون للكريكت ‏.

## وصلات خارجية
- لوري إيفانز على موقع إي آس بي آن كريك إنفو (الإنجليزية)